# عين بني حسن (المفرق)
عين بني حسن منطقة سكنية تقع في لواء قصبة المفرق، محافظة المفرق في الأردن. تنتمي المنطقة لقضاء إرحاب الذي يضم 26 منطقة. يقدر عدد سكانها بـ 1418 نسمة حسب إحصاء 2015.

## المسجد القديم
يقع مسجد عين بني حسن القديم أراض تتبع ملكيتها لعشائر بني حسن. ويرجح أن تسمية هذا المسجد تعود لعين ماء واقعة في نفس الأراضي. ويعود بناء المسجد للمرحلة الأموية المبكرة وكان مربعا طول ضلعه 10 ويتم النزول إلى المسجد بثلاث درجات للاسفل. وللمسجد محراب يتوسط جدار القبلة. بقي تخطيط المسجد على ما هو عليه إلا أن العهد المملوكي أضاف للمسجد غرفتين على حساب تضييق بيت الصلاة. أعيد استخدام  هذا المسجد مرارا في العهد المملوكي وحتى عصر العهد العثماني. 

## الوصلات الخارجية
- دائرة الاحصاءات العامة